# (2156) Kate
(2156) Kate ist ein Asteroid des Hauptgürtels, der am 23. September 1917 vom russischen Astronomen Sergei Iwanowitsch Beljawski am Krim-Observatorium in Simejis entdeckt wurde.
Der Asteroid ist nach der Frau des dänischen Astronomen Leif Kahl Kristensen benannt. Kristensen hatte einige der Bahnberechnungen des Asteroiden durchgeführt.